# Corts de Montsó (1376)
Les Corts de Montsó de 1376, Corts Generals de la Corona d'Aragó, foren convocades per Pere el Cerimoniós, a Barcelona estant, el 24 d'octubre de 1375, per a celebrar-se el 25 de novembre, però foren prorrogades o posposades fins al 27 de març de 1376, en què es van obrir en el castell de Montsó, amb l'assistència d'aragonesos, catalans, valencians, mallorquins i rossellonesos, i tancades el 12 de setembre del mateix any; amb l'objectiu d'aconseguir recursos per a la guerra contra el duc d'Anjou i per a la defensa de Sardenya.
| «                                                                       | Estant a Barcelona pel mes d'octubre d'aquest any [1375], i entenent que el duc d'Anjou s'estava aparellant per a prosseguir l'empresa començada, manà convocar corts generals als aragonesos, valencians, mallorquins, catalans i rossellonesos, perquè es congregaren a la vila de Montsó, a vint-i-cinc del mes de novembre. Però el rei es deturà a Barcelona tot el que restava de l'any, i les corts es prorrogaren,... Entrà el rei a Montsó un dilluns a disset del mes de març de mil tres-cents setanta-sis per a celebrar les corts on estaven convocats tots els súbdits d'aquests regnes,... Aquestes corts ocupen al rei quasi tot l'any perquè també es tractà en elles de la defensa de l'illa de Sardenya. | » |
| — Zurita, Jerónimo. Anales de la Corona de Aragón. T. 2, L. X, Cap. XX. | |   |

## El subsidi
El donatiu aprovat pel conjunt del reialme va ascendir a 325.000 lliures valencianes o barcelonines, el qual es lliurarà a terminis en pagaments bimestrals durant un període de 14 mesos. I s'estableix el pagament de cada un dels estats: Catalunya, 158.500 lliures; Aragó, 78.000 lliures, València, 68.900 lliures, i Mallorca, 19.500 lliures. Demanat altre donatiu per a defensar Sardenya, no és concedit, però el darrer dia de sessions s'acorda prestar al rei 50.000 florins, que s'han de pagar de la proferta general, dels quals Catalunya contribueix amb 24.400 florins, Aragó amb 12.000, València, amb 10.600, i Mallorca, amb 3.000.

## Corts d'Aragó
Les corts d'Aragó, per a reunir els diners del donatiu, recorren a les generalitats, impost indirecte on es carreguen les mercaderies que surten i queden franques les que entren al regne, excepte els teixits, on es carreguen les importacions, el 20% del valor, i queden lliures de càrregues les exportacions. La recaptació de les generalitats s'arrenda a dos inversors de Saragossa, por 11.000 lliures anuals, possibilitant el carregament de censals per a fer front al donatiu.
En aquestes corts no s'aprova cap fur ni cap acte de cort.

## Corts catalanes
Per a fer front al donatiu, Catalunya reuneix els diners a través de l'establiment durant any i mig d'imposicions sobre els cereals i la carn, i amb les generalitats que inclouen nous conceptes retributius. Per a gestionar el donatiu s'estableix un veritable organigrama administratiu: tres diputats residents a Barcelona, tres oïdors, tres diputats encarregats de les mostres de les tropes, manteniment dels diputats locals i nomenament d'Antoni Bassot com a regent dels comptes. Aquestes característiques apareixen en els capítols del donatiu, i també punts referits a l'ordenació de la guerra, i una sèrie de privilegis atorgats a canvi del donatiu, de caràcter temporal, i altres peticions més específiques; arribant als 97 capítols.
El sistema per aconseguir promptament els diners del donatiu es va establir venen censals i violaris, quedant obligades les generalitats en el pagament dels interessos. Per tant, al col·locar uns imposts al servei d'un deute a llarg termini, aquests imposts es perpetuaven. Aquesta dinàmica comportà, en aquests anys, l'establiment d'un sistema fiscal d'Estat, i la creació d'una institució, la Diputació del General, que es mantindrà vigent durant tot el període foral. Quan es convoquen les corts, era President de la Generalitat en Joan I d'Empúries, qui va ser substituït per Guillem de Guimerà i d'Abella.
En aquestes corts no s'aprova cap constitució ni cap acte de cort.

## Corts valencianes
A aquestes Corts assistiren 13 localitats (València, Oriola, Xàtiva, Morella, Borriana, Morvedre, Castelló, Alzira, Cullera, Castellfabib, Ademús, Alpont i Alacant), alguns representants del braç eclesiàstic i 37 membres del braç militar.
Les corts valencianes, per a reunir els diners del donatiu, donen llibertat a les universitats per a utilitzar la via recaptatòria que desitgen, tot i que una part, almenys, s'aconseguirà mitjançant les generalitats. En els capítols del donatiu, tant els presentats pels braços militar i eclesiàstic, com els presentats pel braç reial, s'estableix un veritable aparell administratiu: 6 diputats, dos per cada braç, per a gestionar el donatiu, un clavari, encarregat de la recaptació, 3 oïdors, un per cada braç, per a examinar els comptes i per a assessorar els diputats, i altres assessors sota la supervisió dels diputats. En els capítols del donatiu, a més de concretar el donatiu, la durada i la seva gestió, també apareixen capítols que tracten sobre la preparació de l'exèrcit, i sobre peticions generals o específiques al rei, quatre de les quals foren posteriorment incloses en la recopilació dels furs de 1482.
En aquestes corts s'aprovaren 20 furs, que apareixen publicats sota la forma de privilegis, amb distinta data. Aquests furs tracten una àmplia temàtica: sobre economia (la sal i la revocació de les comissions sobre la usura), sobre els distints oficials reials (iniciats com a greuges, intenten delimitar les seves competències), sobre assumptes judicials i penals (prohibició als justícies ordinaris de concedir gràcies en certs crims, remissió de penes excepte alguns crims, terminis judicials, salaris dels funcionaris, reconeixement de segones apel·lacions en determinats casos), i sobre institucions (dret de les ciutats i viles reials a formar exèrcits de defensa, obligació dels membres de l'estament militar domiciliats en una ciutat o vila reial a seguir el penó de la ciutat, confirmació a Castelló del dret dels seus habitants d'adquirir propietats d'eclesiàstics i membres de la petita noblesa).